# زحافات جروية
الزحافات الجروية  (الاسم العلمي:†Scylacosauridae) هي فصيلة منقرضة من الزواحف تتبع أصنوفة وحشيات الرأس.

## التصنيف
- الزحافة الجروية